# Actio depositi directa
Actio depositi directa (lub krócej: actio depositi) – w prawie rzymskim powództwo deponenta przeciwko depozytariuszowi z tytułu kontraktu przechowania.

## Charakterystyka powództwa
Przy umowie przechowania (depositum) depozytariusz zobowiązany był rzecz bezpłatnie przechować i zwrócić ją na każde wezwanie deponenta. Pierwotnie roszczenia przechowującego chroniło pretorskie powództwo in factum. Od przyjęcia depozytu do systemu kontraktowego miejsce skargi pretorskiej zajęła skarga cywilna – actio depositi.
Przechowawca odpowiadał jedynie za dolus i culpa lata, jednak zasądzenie powodowało jego infamię, gdyż powództwo należało do actiones famosae.